# Francisco Requejo
Francisco José Requejo Rodríguez (Salamanca, España, 17 de abril de 1972) es un empresario y político español. Ostentó el cargo presidente de la Diputación de Zamora entre 2019 y 2023 y fue concejal en el Ayuntamiento de Zamora de la formación política, Zamora Sí.
En diciembre de 2023, anunció que abandonaba todos sus cargos públicos debido a cuestiones profesionales.

## Biografía
Al poco de titularse en formación profesional de grado medio como técnico auxiliar de máquinas y herramientas por la Universidad Laboral de Zamora, con 22 años comenzó a trabajar en Armeza SL, una empresa de Zamora dedicada al suministro de material eléctrico. Desde el año 2000 hasta 2008 fue el director comercial de la empresa. En 2008 se convirtió en el director general, cargo que ocupa actualmente.
Durante su labor profesional ha superado cursos de gestión y dirección empresarial en academias privadas, pero no oficiales.
Previo a la política, su labor profesional fue reconocida con tres premios: Premio Mujer en la Empresa de Castilla y León (2007); Premio finalista Joven Empresario de Castilla y León (2008); y Premio Mercurio Cámara de Comercio de Zamora (2012).

## Trayectoria política
En su primera experiencia política en 2015 se convirtió en candidato a la alcaldía del Ayuntamiento de Zamora representando a Ciudadanos-Partido de la Ciudadanía. Tras los resultados electorales, Cs logró dos concejales, resultando elegido como uno de los concejales en el gobierno del actual alcalde Francisco Guarido, de Izquierda Unida. Este resultado en una ciudad catalogada como de las más conservadoras de España se debió principalmente al escrutinio de votos en las instalaciones elecciones en la capital y la provincia siempre gobernada por el Partido Popular desde 1983.
Su trabajo como portavoz de Ciudadanos en el Ayuntamiento, le valió para repetir como candidato a la alcaldía por parte de la formación naranja en las elecciones municipales de 2019. El comunista Guarido arrasó en las elecciones y formó gobierno en solitario sin necesidad siquiera del apoyo del PSOE que logró los peores resultados históricos en una capital española. Cs volvió a sacar dos concejales y Requejo repetía como edil en la oposición del Ayuntamiento pero con una novedad, se convirtió en el único diputado provincial de Ciudadanos en Zamora, hecho que le llevaría a protagonizar una jugada política insólita parecida a la danesa serie de Borgen.
Tras configurarse los ayuntamientos zamoranos, las elecciones municipales de 2019 arrojaron en la Diputación Provincial de Zamora una distribución de 12 diputados del PP, 8 de PSOE, 4 de IU y uno de Cs. En un empate aritmético de diputados entre PP y PSOE+IU, Francisco Requejo se convirtió en la llave del gobierno hacia un lado o hacia el otro. Optando finalmente por conformar gobierno con el PP y convertirse en presidente de la institución sita en La Encarnación.
Con su ascenso a la vara de mando provincial de Zamora, se convirtió en el único presidente de Ciudadanos en una diputación provincial en España durante el mandato de 2019-2023.
Como dirigente provincial ha basado su acción en la reivindicación a instituciones superiores de proyectos para la provincia de Zamora, el turismo natural o el compromiso en la lucha contra la despoblación en la Zamora rural y La Raya con una alianza en asuntos prioritarios con Isabel Ferreira, secretaria de Estado de Portugal contra la despoblación, institución estatal que el Gobierno de António Costa decidió establecer en Braganza junto a las comarcas del oeste zamorano, en un manifiesto ejemplo de sensibilidad hacia las dos provincias más despobladas de España y Portugal, Zamora y Braganza.

## Baja de Ciudadanos y creación de Zamora Sí
Requejo ha sido un firme defensor desde el inicio del proyecto de recuperación del cuartel militar de Monte la Reina en Toro que anunció Pedro Sánchez en 2019 en Zamora en precampaña electoral. Este proyecto que se enmarca dentro de la descentralización de instituciones del Estado para la dinamización y repoblación de la España vaciada es el principal exponente para la provincia de Zamora en la XIV legislatura de España. El proyecto también es apoyado por el Partido Popular de Castilla y León, con un compromiso del presidente Alfonso Fernández Mañueco de incorporar 15 millones de euros de la Junta para el proyecto.
En octubre de 2021, tras anunciar el Gobierno de España una inversión de 20 millones de euros en los Presupuestos Generales del Estado de 2022 para comenzar la construcción del nuevo cuartel de Monte la Reina, el diputado de Cs Miguel Ángel Gutiérrez criticó esta inversión en la comisión de Reto Demográfico tildándola de "despropósito" y de estar "en un sitio [Zamora] donde no va a aportar nada", lo que hizo anunciar a Requejo su posible baja como miembro de Ciudadanos tras dos años reivindicando este proyecto del Ministerio de Defensa para la provincia de Zamora. Las palabras de Gutiérrez en sede parlamentaria provocaron un fuerte rechazo al partido de Ciudadanos en Zamora, con el abandono del partido de los dos únicos concejales de la formación en el Ayuntamiento de Toro, el abandono del principal concejal de Cs en la comarca de Sayago, o el partido de la Tercera Edad solicitando nombrar a Gutiérrez persona non grata en Zamora.
El 9 de febrero de 2023, Requejo presentó en sociedad, 'Zamora Sí'  en el auditorio Fundos situado en la calle Leopoldo Alas Clarín. Allí presentó el partido como un proyecto diseñado para hacer "una provincia mejor", "transversal" y abierto a todo el mundo.
En diciembre de 2023, anunció que deja sus cargos de representación pública tanto en el Ayuntamiento de Zamora como en la diputación provincial y que abandona la política activa al «no poder dedicar el tiempo que quisiera a sus actuales cargos».